# Ковале (Опольське воєводство)
Ковале (пол. Kowale) — село в Польщі, у гміні Прашка Олеського повіту Опольського воєводства.
Населення — 953 особи (2011).
У 1975-1998 роках село належало до Ченстоховського воєводства.

## Демографія
Демографічна структура станом на 31 березня 2011 року:
|          | Загалом | Допрацездатний вік | Працездатний вік | Постпрацездатний вік |
| -------- | ------- | ------------------ | ---------------- | -------------------- |
| Чоловіки | 464     | 100                | 298              | 66                   |
| Жінки    | 489     | 77                 | 296              | 116                  |
| Разом    | 953     | 177                | 594              | 182                  |